# Midori Shintani
Midori Shintani –en japonés, 薪谷 翠, Shintani Midori– (Kinokawa, 15 de agosto de 1980) es una deportista japonesa que compitió en judo.
Ganó dos medallas en el Campeonato Mundial de Judo en los años 2001 y 2005, y cuatro medallas en el Campeonato Asiático de Judo entre los años 2000 y 2007. En los Juegos Asiáticos de 2006 consiguió una medalla de bronce.

## Palmarés internacional
| Campeonato Mundial  | Campeonato Mundial    | Campeonato Mundial | Campeonato Mundial |
| Año                 | Lugar                 | Medalla            | Categoría          |
| ------------------- | --------------------- | ------------------ | ------------------ |
| 2001                | Múnich (Alemania)     | Medalla de plata   | +78 kg             |
| 2005                | El Cairo (Egipto)     | Medalla de oro     | Abierta            |
| Juegos Asiáticos    |                       |                    |                    |
| Año                 | Lugar                 | Medalla            | Categoría          |
| 2006                | Doha (Catar)          | Medalla de bronce  | +78 kg             |
| Campeonato Asiático |                       |                    |                    |
| Año                 | Lugar                 | Medalla            | Categoría          |
| 2000                | Osaka (Japón)         | Medalla de bronce  | Abierta            |
| 2001                | Ulán Bator (Mongolia) | Medalla de oro     | +78 kg             |
| 2001                | Ulán Bator (Mongolia) | Medalla de oro     | Abierta            |
| 2007                | Kuwait (Kuwait)       | Medalla de oro     | +78 kg             |